# Анриета Драганова
Анриета Драганова е български учен, директор на училище „Българче“ в град Дубай, Обединени арабски емирства.

## Биография
Анриета Драганова е дипломиран доктор в областта на електроинженерството в престижния университет „Джордж Вашингтон“, гр. Вашингтон, САЩ (1988 – 1992).
Преподава в същото висше училище „Компютърна техника“ и „Приложна математика“ (1986 – 2006). Заемала е длъжността ръководител на катедра „Компютърна техника“ в Американския колеж в София. От 2006 г. преподава като професор по информатика в Университет „Зайед“ в Дубай.
Тя е сред създателите на българските училища в гр. Вашингтон и в Дубай.